# 엠페라트리스 (2011년 텔레노벨라)
《엠페라트리스》(스페인어: Emperatriz)은 2011년 방영된 멕시코의 텔레노벨라이다.